# Vegetalismo
Vegetalismo é um termo usado na Amazônia peruana para se referir à prática de xamanismo mestiço,  na qual os xamãs - conhecidos como vegetalistas - adquirem conhecimento e poder de cura por meio das vegetales, que são as plantas da região. Muitos acreditam que recebem seu conhecimento através da ingestão da ayahuasca.

## Terminologia
O termo vegetalismo é usado para distinguir vegetalistas de outros curadores como oracionistas (curandeiros de oração) e espiritistas (curandeiros espíritas). O termo é usado por seguidores dos novos movimentos religiosos brasileiros para se referir ao xamanismo indígena e ao xamanismo mestiço. No entanto, entre os mestiços da Amazônia peruana, o termo vegetalismo é usado para distinguir o xamanismo mestiço do xamanismo tradicional, que é praticado pelos povos indígenas. Movimentos religiosos relacionados incluem a União do Vegetal e Santo Daime . 

## Estrutura do vegetalismo
A prática do vegetalismo combina elementos do catolicismo profundos com as crenças religiosas animistas comuns às tribos indígenas. Embora muitos vegetalistas se declarem católicos, eles também recebem conhecimento e poder para curar através do relacionamento com os espíritos da floresta amazônica. Os vegetalistas mantêm relações com dois tipos de espíritos: os espíritos das plantas curativas, que geralmente aparecena forma humana, e os espíritos protetores, freqüentemente aparecendo como animais poderosos, podendo se apresentar também como pássaros ou seres humanos. Na crença dos vegetalistas, existem outros seres espirituais (entidades não humanas) que existem no mundo visionário que podem ajudar o xamã, como seres que vêm de outros planetas e galáxias, seres que vêm de labirintos infinitos de salas de cristal e seres que vivem na floresta tropical e sob as águas escuras da Amazônia.  Em contraste com o xamanismo indígena praticado no alto Amazonas, que se baseia em um ambiente rural cujo foco é manter ou restaurar o equilíbrio social, o xamanismo mestiço se baseia em um ambiente urbano e se concentra na cura individual. Muitos desses xamãs mestiços têm consultarios (clínicas), onde fornecem consultas e cerimônias de cura para os pacientes, bem como outros serviços, como massagens e sessões de cura coletiva, que geralmente envolve o xamã sugando a doença do corpo do paciente, com o objetivo de protger o corpo com shacapa e fumaça de tabaco, além de prescrever remédios naturais para ajudar o paciente a se recuperar da doença.  

## Presentes dos espíritos

### Ícaros
Um ícaro é o canto mágico ou a melodia que os iniciantes recebem dos espíritos das plantas depois de ter sido purificado por uma dieta vegetalista. A palavra "ícaro" pode ter vindo do quíchua, verbo ikaray, que significa sopro de fumaça para curar. Também pode vir do Shipibo ikarra prazo,que significa canção shaman. Para tribos indígenas em toda a Amazônia, as músicas são um componente-chave em um ritual de cura.

### La Flema
Quando o processo de aprendizagem dos iniciantes estiver quase concluído, os espíritos ou um xamã entregam uma fleuma mágica, que é uma substância com textura semelhante à saliva. Também é chamada de yachay, llausa ou la flema. Sabe-se que essa substância é a materialização da força que está armazenada dentro do corpo do xamã, geralmente no peito ou no estômago. Este catarro desenvolve-se como resultado de fumar mapacho e beber ayahuasca. Tanto os curandeiros quanto os iniciantes armazenam virotes (dardos mágicos) em la flema, e dentro da saliva do xamã também se encontram criaturas como sapos, escorpiões, cobras e insetos. Uma forma de fleuma, que contém cipó-mariri, confere ao xamã o poder de extrair dardos mágicos nocivos ou de curar uma doença do corpo do paciente. Além disso, a fleuma protege o xamã da feitiçaria e da doença que ele/ela suga. Diz- se que o mariri é semelhante ao ar e seu poder geralmente sai no ato de soprar (praticado pelo xamã, que sopra a substância). Ele pode curar ou fazer mal dependendo do intuito do uso.

### Virotes
O termo virote vem do espanhol, e significa "uma flecha muito forte". É um termo usado no vegetalismo para se referir aos dardos mágicos que os xamãs e feiticeiros armazenam em sua fleuma. O poeta César Calvo descreve ovirote como um "dardo envenenado  muito pequeno, capaz de moldar sua forma material, a fim de transcender qualquer distância; a qualquer momento; qualquer parede, qualquer escudo ou proteção; ele se prega na carne inimiga e alcança o alvo selecionado pelo xamã." Dependendo da cultura e das circunstâncias, esses projéteis patogênicos podem ser materializados como uma série de coisas diferentes, incluindo os espinhos de palmeiras espinhosas, insetos, pedras minúsculas, picadas de arraia, presas de cobra, escorpiões, sapos, pêlos de macacos, entre outras ameaças coisas. Na prática do xamanismo entre grupos indígenas como os Shuar, esses virotes são frequentemente referidos como tsentsak.

### Pedras Mágicas
As pedras mágicas (piedras encantadas) são uma importante ferramenta na prática do vegetalismo. A aparência das pdras varia, algumas tendo uma aparências de cores exóticas, ou pode se materializar em uma pessoa ou animal. Cristais são particularmente valorizados como piedras encantadas, pois na crença do vegetalismo, essa pedra possui uma origem celestial. Essas pedras mágicas são usadas para ajudar os pacientes que foram vítimas de feitiçaria. O xamã colocará as pedras mágicas na parte do corpo que foi atingida, onde a pedra mágica permanecerá por várias horas, sugando os danos. Para dominar o uso dessas pedras encantadas, o xamã deve beber enquanto segue uma  dieta e continua a utilizaar as plantas. Antes que o xamã beba a água, a pedra é deixada na água por um dia, e o xamã sopra fumaça de tabaco sobre ela enquanto diz à pedra o que ele quer saber. Somente depois disso o espírito da pedra aparecerá para o xamã através de um sonho.

## Ayahuasca
A cerimônia da ayahuasca é uma prática difundida entre os vegetalistas, que atraiu muita atenção nos últimos anos devido ao sucesso da "indústria do turismo da ayahuasca", em que pessoas de todo o mundo viajam para lugares como o Peru para participar de sessões de ayahuasca lideradas por um xamã vegetalista. Essas sessões variam muito, dependendo do vegetalista que conduz a cerimônia, e há diferenças significativas entre uma sessão de ayahuasca realizada em ambiente urbano e uma sessão em ambiente rural. Em ambientes urbanos, um xamã costumam realizar uma dessas sessões várias vezes por semana e costuma atrair multidões de cerca de vinte pessoas ou mais, muitas das quais não se conhecem.  Nas áreas rurais, os grupos são muito menores, geralmente menos de dez pessoas, e as pessoas envolvidas geralmente se conhecem ou têm laços comuns. Geralmente, no ambiente urbano, o xamã se reúne e fala brevemente com todos os presentes na cerimônia, coletando informações sobre suas doenças e o que eles procuram encontrar ao ingerir ayahuasca . Algumas pessoas participam dessas cerimônias regularmente, enxergando-a como uma forma de expurgo, após o qual elas essas pessoas se curam.